# Харт, Роберт Шелдон
Роберт Шелдон Харт (англ. Robert Sheldon Harte, 1915 — 1940) — американский коммунист, один из помощников и телохранителей Л. Д. Троцкого.

## Биография
Троцкий переехал в Мексику в результате нескольких попыток убийства и похищения со стороны советских агентов. Харт предложил свои услуги в качестве охранника дома Троцких и заменил американского троцкиста Александра Бухмана. 24 мая 1940 переодетая мексиканскими полицейскими группа, в числе которой были Х. Д. А. Сикейрос и И. Р. Григулевич, смогла получить доступ к резиденции Троцких в Койоакане. В тот день Харт охранял вход, и есть некоторые споры, впустил ли он эту группу или же не участвовал. Группа произвела более семидесяти выстрелов по дому, в том числе спальне Троцких, и попыталась сжечь архив, но не достигла ни одной из поставленных целей. Во время нападения сталинистов на дом, где проживала семья Троцкого, был похищен, а затем убит. Официально он пропал без вести и считался похищенным, а его тело был найден через месяц в колодце, покрытым известью, со следами ранения в голову.
Троцкий заказал мемориальную доску и разместил её перед домом с текстом: «Памяти Роберта Шелдона Харта, 1915–1940, убитого Сталиным». Приблизительно через три месяца после майского нападения Троцкий был смертельно ранен.
Теоретический журнал Социалистической рабочей партии США, опубликовал статью Уолтера Рурка (англ. Walter Rourke) под названием «Убийство Боба Харта» (англ. «The Murder of Bob Harte»), назвав его первым американским троцкистом, павшим жертвой Сталина. Объяснение убийства заключалось в том, что Харт смог опознать Григулевича, одного из нападавших, в предыдущем покушении на Троцкого. В статье отмечается, что Троцкий писал в мексиканской прессе, что «труп Боба Шелдона Харта есть трагическое опровержение всех клевет и ложных доносов, выдвинутых против него». В своём отчёте о нападении Троцкий писал, что, если бы Харт был агентом НКВД, он мог бы убить ночью и уйти, не приводя 20 человек, все из которых подверглись большому риску.

Утверждалось, вопреки мнению Троцкого, что Роберт Шелдон Харт действительно был советским агентом, действовавшим под именем «Амур» (англ. Amur), и был сообщником нападения на Троцкого 24 мая 1940 года. Якобы Харт был членом Коммунистической партии США, завербованным НКВД в Нью-Йорке. Сообщается, что ему было поручено поддерживать связь с мексиканским отрядом убийц во главе с Сикейросом. Однако, согласно заявлениям, сделанным руководителем этой операции Л. Н. Эйтингоном 9 марта 1954, Харт впоследствии был ликвидирован, потому что он передумал. Эйтингон сообщил: 
В ходе операции выяснилось, что Шелдон был предателем. Несмотря на то, что он открыл ворота в подворье, в помещении не было обнаружено ни архива, ни самого Троцкого. Когда участники рейда открыли огонь, Шелдон сообщил им что, знай он всё это, он как американец никогда бы не согласился участвовать в этом покушении. Такое поведение послужило основанием для решения на месте ликвидировать его. Он был убит мексиканцами.»
Однако по сей день истинная преданность и смерть Р. Ш. Харта остаются загадкой.

## Память
- кинофильм «Убийство Троцкого», выведен под именем Шелдон Харт.